# Caraway (Arkansas)
Caraway – miasto w Stanach Zjednoczonych, w stanie Arkansas, w hrabstwie Craighead.